# Tora Augestad

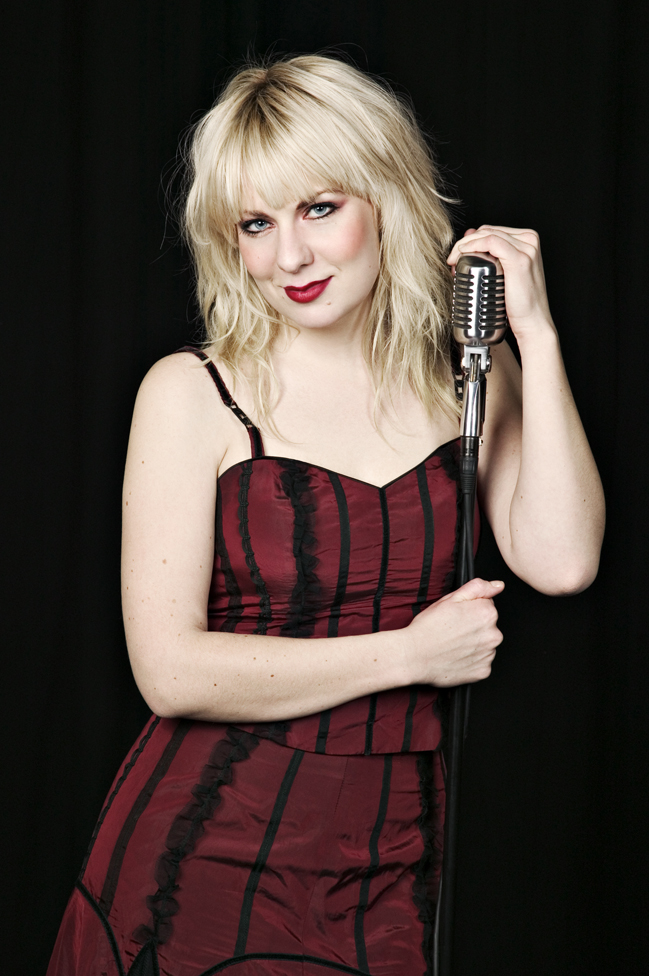
Tora Augestad

Tora Augestad (* 10. Dezember 1979 in Bergen) ist eine norwegische Klassik-, Neue-Musik- und Jazz-Sängerin, Dirigentin und Schauspielerin.

## Leben und Schaffen
Augestad absolvierte ihre akademisch-musikalische Ausbildung an der Norwegischen Musikhochschule Oslo und an der Königlichen Musikhochschule Stockholm. Dort wurde sie als Sängerin von Svein Bjørkøy, Torsten Föllinger, Ståle Ytterli und Håkan Hagegård unterrichtet. Sowohl Klassik- als auch Jazzgesang standen im Lehrplan. 2009 schloss sie mit einem Master in Musical-Gesang an der Norwegischen Musikhochschule ab mit Schwerpunkten beim Werk von Hanns Eisler, Kurt Weill und US-amerikanischen Komponisten.
Tora Augestad sang im Ensemble norwegischer Solisten „Det Norske Solistkor“ 2000–2005. Weiterhin sang sie im eigenen Jazz-Ensemble „Music for a while“. Ihr Album Weill Variations wurde 2007 bei Grappa Musikkforlag veröffentlicht. Sie übernahm Rollen im Musik-Cabaret und in Opern-Produktionen, als Schauspielerin beim „Teater Ibsen“ in Skien und beim norwegischen Riksteatret (Reichstheater). Sie dirigierte den „Norges ungdomskor“ (Norwegischen Chor) 2004–2006. Sie arbeitete darüber hinaus mit der „Oslo Sinfonietta“ (Sinfonie-Orchester Oslo) und auf dem Oslo Kammermusikfestival. Im August 2006 sang sie dort Arnold Schönbergs „Pierrot Lunaire“. Augestad war 1999–2006 Mitglied der A-cappella-Gruppe „Pitsj“, danach Vokalistin im „Trygve Seim Ensemble“.
Sie zog im Frühjahr 2007 nach Berlin, um mit mitteleuropäischen Ensembles der Neuen Musik zu arbeiten, darunter das Ensemble Modern und das Klangforum Wien. 2008 übernahm sie eine Hauptrolle in einer neuen Oper von Marcus Paus, die auf Roald Dahls „Witches“ beruhte. In dem neuen Musical „The Cityterminal“ von Håkon Berge war sie besetzt und in einer Neufassung von Verdis „Don Carlos“ sang sie die Mezzosopran-Rolle der Prinzessin Eboli.
Im März 2009 trat sie mit ihrer Jazz-Band im Hauptprogramm beim Kurt-Weill-Fest Dessau auf.
Seit der Uraufführung von Beat Furrers Oper Wüstenbuch im Jahr 2009 arbeitet sie mit dem Schweizer Regisseur Christoph Marthaler. 2010/11 stand sie am Theater Basel in der überaus erfolgreichen Produktion Meine faire Dame – Marthalers eigener Version von My Fair Lady – auf der Bühne, 2012 in seiner Produktion Sale im Opernhaus Zürich.